# Designpädagogik
Designpädagogik bezeichnet einen Teil der ästhetischen Bildung im Kinder- und Jugendbereich, der sowohl innerhalb der Schulen als auch in außerschulischer Projektarbeit und in Jugendkunstschulen stattfindet.
Der Begriff „Designpädagogik“ ist vom Gestaltungsunterricht in Großbritannien abgeleitet. Dort gibt es die Schulfächer Design and Technology sowie Design and Art.
Der Unterricht ist mit dem deutschen Werk- bzw. Kunstunterricht (Werken) vergleichbar, aber nicht gleichzusetzen. Design wird im britischen Unterricht als Gestaltungsprozess verstanden, in dem Entwürfe, Konzeptionen, Konstruktionen und Formgebungen entstehen, die in Skizzen, Zeichnungen und Modellen realisiert werden.

## Inhalte von Designunterricht
Die didaktischen Inhalte der Designpädagogik benennen unter anderem:
- Begriffsbestimmung von Design in Abgrenzung zur Bildenden Kunst
- Designbereiche und Berufsbilder (z. B. Industriedesign, Grafikdesign, Webdesign)
- Phasen des Designprozesses nachvollziehen durch gestalterisches Handeln (Ideen, Konzepte, Entwürfe, Modelle, Präsentation)
- Analyse und Bewertung von Design-Objekten
- Design und Gebrauchswirklichkeit (Gebrauchsalltag gestern, heute, morgen)
- Design-Standpunkte (Umweltschutz, Marketing, Kundenerwartungen)
- Designgeschichte und Designstile

## Lernziele und Begründungen des Designunterrichtes
Ziel des Designunterrichtes ist in erster Linie die Ausbildung von Problemlösungskompetenzen bei Schülern. Durch die interdisziplinäre und konzeptionelle Entwurfstätigkeit sollen Heranwachsende befähigt werden, ihr Wissen so zu vernetzen, dass sie durch kreatives Transferdenken eigenständig Probleme erkennen können und Ideen für Lösungsansätze generieren. Ein Designunterricht ermöglicht diese Förderung praxisnah, anschaulich und nachhaltig. Er erfüllt somit eine wichtige Bildungsaufgabe, denn das Entwerfen von Problemlösungen ist ein unverzichtbarer Bestandteil in allen Berufen und Lebensbereichen.

## Ablauf eines Designprozesses im Unterricht
Um in einem gestaltenden Unterricht Problemlösungskompetenz zu vermitteln, steht der Designprozess im Vordergrund. Dies geschieht durch interaktive und reflexive Prozesse wie Untersuchen, (Er-)Finden, Gestalten und Verwerfen. Dazu ist es wichtig, dass die Schüler ein relativ offenes Thema bzw. Aufgabenfeld bearbeiten (z. B. Verpackungen oder Raumgestaltung). Am Beginn dieses Designprozesses stehen Recherche, Analyse und Problembeschreibung. Danach folgen erste Ideenskizzen in Form von Brainstorming, Texten, Collagen, Zeichnungen, Moodboards o. Ä. Daraus lassen sich wiederum Lösungsansätze entwickeln, die zweidimensional oder in Form von Modellen realisiert, überprüft und verbessert werden.
Wichtig für den gesamten Vorgang ist, dass Lehrende keine vorgefertigten Gestaltungsrezepte wie Baukästen oder Schablonen vorgeben, die von den Schülern einfach reproduziert werden, sondern dass die Lernenden zu einem Problem eigene Ideen entwickeln und diese umsetzen. Jeder Schüler entwickelt so im Sinne der Ausbildung von Problemlösungskompetenz eine individuelle Lösungsidee. Um reflexive und rhetorische Fähigkeiten zu schulen, werden die Arbeitsergebnisse in einer Präsentation vorgestellt.

## Vom klassischen Werkunterricht zum Design in der Schule
Der Erwerb von Problemlösungskompetenz im Designunterricht hat weit reichende Auswirkungen auf sämtliche Lebensbereiche. Als spätere Konsumenten werden Schüler sensibilisiert, Qualität in Funktion, Form und Verarbeitung zu erkennen, was Einfluss auf Kaufentscheidungen haben wird. Im Berufs- sowie Privatleben sollen sie die Initiative zur Optimierung eines Sachverhaltes ergreifen und eigenverantwortlich handeln können. Die Kultusministerien einiger deutscher Bundesländer (z. B. Mecklenburg-Vorpommern) haben diese Situation erkannt und in ihren Rahmenrichtlinien neben der Bildenden Kunst auch Design sowie Neue Medien und Architektur in ein Fach Kunst und Gestaltung integriert. Auch im traditionellen Werkunterricht an den allgemeinbildenden Schulen könnten Schüler anhand der Entstehung eines konkreten Werkstückes bzw. Designobjekts Planungs-, Erfindungs- und Gestaltungsprozesse erfahren, sowohl kognitiv als auch affektiv.

## Notizen
1. ↑  Zs. wurde 2009 eingestellt mit Nr. 44